# Хёлльварт, Мартин
 Мартин Хёлльварт  (нем.  Martin Höllwarth , род. 13 апреля 1974 года в Шваце, Австрия) — австрийский прыгун с трамплина. Трёхкратный серебряный призёр Зимних Олимпийских игр 1992 года в Альбервиле, Франция и бронзовый призёр Зимних Олимпийских игр 1998 года в Нагано, Япония.

## Карьера
Первые успехи пришли в Мартину Хёлльварту ещё в юниорах. В 1991 году на юниорском Чемпионате Мира в Райт-им-Винкль, Германия он зовоевал золотую медаль в индивидуальных соревнованиях.
В следующем сезоне 1991/1992 годов дебютировал в Кубке Мира на соревнованиях в канадском городке Тандер Бей 1 декабря 1991 года, где занял 21 место. Спустя месяц, 6 января 1992 года в Бишофсхофене австриец завоёвывает первую подиум — третье место. Спустя четыре дня, 10 января в итальянском Предаццо он одерживает первую победу. Так как по возрасту Мартин Хёлльварт ещё мог принимать участие в юниорских соревнованиях, то его направляют на Чемпионат Мира среди юниоров в Вуокатти, Финляндия. Там он выигрывает бронзовую медаль. За хорошие результаты, показанные на Кубке Мира его включают в состав сборной Австрии на Зимние Олимпийские игры 1992 года во французском Альбервиле.
На Олимпийских Играх 1992 года Мартин Хёлльварт выиграл три серебряные медали (на нормальном трамплине, на большом трамплине и в командном первенстве).
Сезон 1992/1993 пронёс австрийцу только один подум: победу на этапе в японском Саппоро.
В 1994 на трамплине в словенской Планице установил рекорд мира по дальности полёта: 196 метров. Однако стартовавший после Тони Ниеминен его быстро обновил.
На Олимпиаде в Нагано в 1998 году Хёлльварт в составе команды Австрии взял бронзовую медаль. В личных соревнованиях принимал участие только на большом трамплине, где показал только 43 результат.
В 1999 году на домашнем Чемпионате Мира в Рамзау выиграл бронзовую медаль с командой, состоящей из Рейнхарда Шварценбергера, Штефана Хорнгахера и Андреаса Видхёльцля.
Чемпионат Мира 2001 года в финском Лахти принёс Мартину личную бронзу на нормальном трамплине и две награды в командных соревнованиях: золото на нормальном трамплине и бронзу — на большом.
В олимпийском сезоне 2001/2002 занял третье место в зачёте Турне четырех трамплинов и шестое в общем зачёте Кубка Мира, но на третьей Олимпиаде в карьере, проходившей в американском Солт-Лейк-Сити занял 14 и 25 места в индивидуальных соревнованиях, в команде сборная Австрии остановилась в шаге от пьедестала — 4 место.
В сезоне 2002/2003 завоевал три победы на декабрьских этапах Кубка Мира. Занял второе место в общем зачёте Турне четырех трамплинов, пропустив вперед только Сигурда Петтерсена. На Чемпионате Мира в Валь-ди-Фьемме не завоевал наград.
Сезон 2004/2005 стал последним успешным в карьере австрийца. На Турне четырех трамплинов он снова занял второе место, пропустив вперёд только Янне Ахонена. Победил на этапе в Бишофсхофене, в результате чего не дал одержать заключительную, четвёртую победу на этапах одного Турне финскому летающему лыжнику.
Последним крупным турниром в его карьере стал Чемпионат Мира в Оберстдорфе в 2005 году, где вместе Вольфгангом Лойцлем, Андреасом Видхёльцелем и Томасом Моргенштерном были завоёваны две золотые медали.
Самый дальний прыжок в карьере на 222,5 показал 20 марта 2005 года на соревнованиях в Планице.
В сезоне 2005/2006 в национальной команде Австрии произошло омоложение состава. Мартин Хёлльварт уже не мог конкурировать с молодыми спортсменами. На Олимпийские Игры в Турин он не попал и последующие два сезона появлялся в основной команде эпизодически. Весной 2008 года объявил об уходе из большого спорта.
Женат. Имеет трёх детей.